# Russ Howard
Russel W. „Russ” Howard (ur. 19 lutego 1956 w Midland, Ontario) – praworęczny kanadyjski curler, dwukrotny mistrz świata i Kanady, złoty medalista olimpijski, brat Glenna, ojciec Stevena.
Howard czternastokrotnie brał udział w The Brier (ośmiokrotnie jako reprezentant Ontario, sześciokrotnie reprezentując Nowy Brunszwik). W latach 1987 i 1993 zdobywał mistrzostwo kraju dla Ontario. W tych samych latach zdobywał również tytuły mistrza świata. Dwa razy brał też udział w Mistrzostwach Kanady Mikstów.
W 2005 roku Russ Howard dołączył do drużyny Brada Gushue. Grając jako skip i wypuszczając kamienie na drugiej pozycji, poprowadził drużynę złożoną z Gushue, Marka Nicholsa i Jamiego Koraba do zwycięstwa w Canadian Olympic Curling Trials 2005, co dało im możliwość reprezentowania kraju na Igrzyskach Olimpijskich. W Turynie Kanadyjczycy zdobyli złoto, pokonując w finale Finlandię 10:4. Po raz pierwszy w historii curlingowa reprezentacja Kanady mężczyzn zdobyła olimpijskie złoto, a Howard stał się drugim najstarszym mistrzem olimpijskim w historii.
Howard jest pomysłodawcą Moncton Rule, przekształconej później we Free Guard Zone. Podczas Mistrzostw Świata 2009 pełnił obowiązki trenera reprezentacji Szwajcarii. Od 2001 zajmuje się również komentowaniem meczów curlingowych w telewizji TSN.
W 2010 Russ po 38 latach corocznych występów w playdowns postanowił nie rywalizować w Alexander Keith’s Tankard. W tym czasie wybrał komentowanie Scotties Tournament of Hearts 2010.

## Drużyna
- James Grattan (trzeci)
- Jason Vaughan (drugi)
- Peter Case (lead)